# 대구교동초등학교
대구교동초등학교는 대한민국 대구광역시 북구 읍내동에 있는 공립 초등학교이다.

## 연혁
- 1996년 10월 1일 대구교동초등학교 설립 인가
- 1998년 1월 15일 1동 5층 건물 준공(교실 30실 / 특별실 26.5실 / 화장실 8.5실)
- 1998년 3월 1일 대구교동초등학교 개교(33학급 / 1,036명)
- 1998년 3월 1일 초대 남병종 교장 부임
- 1999년 2월 19일 제1회 졸업(171명)
- 2000년 2월 19일 제2회 졸업(233명)
- 2000년 3월 3일 38학급 편성(1,786명)
- 2000년 9월 1일 제2대 교장 황정환 부임
- 2001년 2월 20일 제3회 졸업(194명)
- 2001년 3월 3일 33학급 편성(1,380명)
- 2002년 2월 20일 제4회 졸업(193명)
- 2002년 3월 1일 제3대 교장 김윤환 부임
- 2002년 3월 4일 32학급 편성(1,393명)
- 2003년 2월 18일 제5회 졸업(179명)
- 2003년 3월 3일 34학급 편성(1,314명)
- 2004년 2월 13일 제6회 졸업(221명)
- 2004년 3월 1일 제4대 교장 김명자 부임
- 2004년 3월 2일 34학급 편성(특수 1학급 포함), 교직원 40명, 학생 1316명
- 2005년 2월 16일 제7회 졸업(196명)
- 2005년 3월 2일 34학급 편성(특수 1학급 포함), 교직원 40명, 학생 1250명
- 2006년 2월 17일 제8회 졸업(232명)
- 2006년 3월 1일 제5대 교장 신윤식 부임
- 2006년 3월 2일 34학급 편성(특수 1학급 포함), 교직원 40명, 학생 1146명
- 2007년 2월 14일 제9회 졸업(217명)
- 2007년 3월 2일 34학급 편성(특수 1학급 포함), 교직원 41명
- 2008년 2월 21일 제10회 졸업(200명)
- 2008년 3월 3일 30학급 편성(특수 2학급 포함), 교직원 41명, 학생 898명
- 2008년 9월 1일 제6대 교장 성백택 부임
- 2009년 2월 14일 제11회 졸업(157명)
- 2009년 3월 2일 29학급 편성(특수 2학급 포함), 교직원 38명, 학생 810명
- 2010년 2월 14일 제12회 졸업(158명)
- 2010년 3월 1일 제7대 박규원 교장 부임
- 2010년 3월 1일 29학급 편성(특수 2학급 포함),교직원38명,학생698명
- 2011년 2월 16일 제13회 졸업(129명) - 누계 2481명
- 2011년 3월 2일 28학급 편성(특수 2학급 포함), 교직원 63명, 학생 609명
- 2012-02-16 제14회 졸업(146명)
- 2012-03-02 25학급 편성(특수 2학급 포함), 교직원 58명, 학생 537명
- 2013-02-15 제15회 졸업(118명)
- 2013-03-01 24학급 편성(특수 2학급 포함), 교직원 57명, 학생 497명
- 2014년 2월 14일 제16회 졸업(84명) 누계 2829명
- 2014년 3월 1일 제8대 오태숙 교장 부임
- 2014년 3월 1일 24학급 편성(특수 2학급 포함) 교직원 55명, 학생 485명
- 2015년 2월 17일 제17회 졸업(89명) 누계 2,918명
- 2015년 3월 1일 23학급 편성(특수 2학급 포함), 교직원 52명, 학생 434명
- 2016년 2월 4일 제18회 졸업(95명), 졸업생 전체 계 : 3,013명
- 2016년 3월 1일 제9대 이성태 교장 부임
- 2016년 3월 1일 18학급 편성(특수 2학급 포함, 학생 365명)
- 2017년 2월 13일 제19회 졸업(63명), 졸업생 전체 계 : 3,076명
- 2017년 3월 1일 18학급 편성(특수 2학급 포함, 학생 325명)

## 참고 자료
- 대구교동초등학교 - 한국교육학술정보원 학교알리미